# Christian Horneman (Komponist)

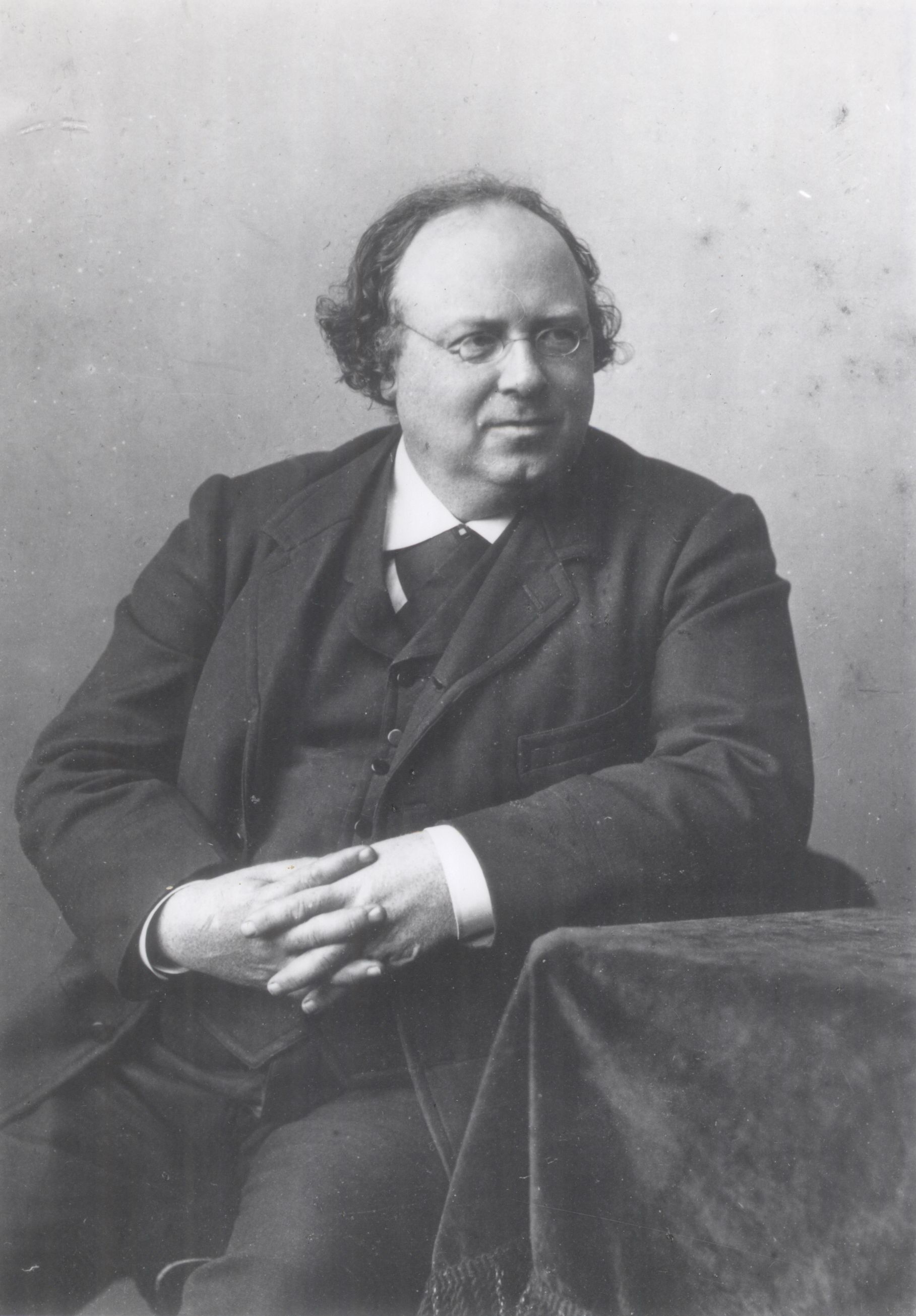
C.F.E. Horneman

Christian Frederik Emil Horneman (* 17. Dezember 1840 in Kopenhagen; † 8. Juni 1906 ebenda) war ein dänischer Komponist.

## Leben
Der Sohn des Komponisten Johan Ole Emil Horneman studierte am Leipziger Konservatorium bei Ignaz Moscheles, Ernst Friedrich Richter, Moritz Hauptmann und Julius Rietz. Nach seiner Rückkehr nach Dänemark komponierte er Divertimenti und Opernfantasien, Orchesterstücke für die Aufführung im Tivoli, ein Streichquartett und 1863 die Oper Aladdin.
Mit Gottfred Matthison-Hansen und anderen gründete er 1865 das Konzertinstitut Euterpe, dessen Konzerte er dirigierte. Während einer Deutschlandreise 1867 komponierte er in München die Ouverture heroique und führte bei einem Gewandhaus-Konzert in Leipzig die Aladdin-Ouvertüre auf.
1874 gründete er mit Otto Malling die Koncertforeningen, deren Konzerte beide abwechselnd dirigierten, 1879 das Konservatorium von Kopenhagen, das heute seinen Namen trägt. Daneben entstanden für das Dagmartheatret mehrere Schauspielmusiken, darunter zu Holger Drachmanns Esther und Frederik Paludan-Müllers Kalanus, und die Kantate In memoriam Christian IX.